# Jan Zahorowski
Jan Zahorowski (Zaborowski) herbu Korczak (zm. przed 6 sierpnia 1699 roku) – sędzia włodzimierski w latach 1662–1696, stolnik czernihowski w latach 1658–1662, rotmistrz królewski.
Poseł sejmiku włodzimierskiego województwa czernihowskiego na sejm 1665 roku i sejm 1677 roku.